# Щербаков Олександр Олександрович (військовик)
Олександр Олександрович Щербаков  — капітан Збройних сил України, учасник російсько-української війни, що загинув під час повномасштабного російського вторгнення в Україну у 2022 році.

## Біографія
Народився 25 лютого 1996 року в місті Дніпро. 
З дитинства мріяв стати військовим. Після закінчення школи вступив до Військового ліцею при університеті митної справи та фінансів. У 2014 році вступив до Харківського національного університету Повітряних сил України імені Івана Кожедуба. 
Після закінчення навчання у 2019 році проходив службу по розподілу у 299-ій бригаді тактичної авіації імені генерал-лейтенанта Василя Нікіфорова. Три роки він служив і зустрів початок повномасштабного російського вторгнення в Україну.
24 лютого 2022 року інженерно-саперний батальйон російських військ в Херсонській області намагався доставити обладнання для переправи через річку Дніпро. Пара українських штурмовиків Су-25М1, один з яких пілотував Щербаков, другий — підполковник Ростислав Лазаренко, вирушила на завдання з метою знищення техніки окупантів.
Виявивши колону, літаки стали в «коло», по черзі пікіруючи на ціль та застосовуючи для знищення техніки некеровані реактивні снаряди (НАРи). Після кількох атак штурмовик Щербакова був підбитий. Льотчик, не маючи запасу висоти, вирішив направити літак на ворожу колону. В останній момент на висоті близько 50 метрів він зміг катапультуватись, проте становище літака в момент виходу крісла з кабіни не дало шансів на успішне приземлення. Разом зі своїм напарником зумів знищити велику кількість військової техніки росіян.
Похований 13 березня 2023 році в місті Дніпрі. У нього залишилися батьки, і сестра.

## Нагороди та вшанування
- орден «Богдана Хмельницького» III ступеня (25 березня 2022, посмертно)   — ''за особисту мужність і самовіддані дії, виявлені у захисті державного суверенітету та територіальної цілісності України, вірність військовій присязі.
- На будівлі Військового Ліцею митної справи та фінансів у місті Дніпро була встановлена меморіальна дошка на честь Олександра Щербакова.